# Doornspijk
Doornspijk est un village situé dans la commune néerlandaise d'Elburg, dans la province de Gueldre. Le 1er janvier 2007, le village comptait 4 090 habitants. Le 1er janvier 1974, la commune de Doornspijk a été rattachée à Elburg.